# Supercars.net
Supercars.net is een Amerikaanse website over auto's, meer bepaald over sport-, luxe- en prototypewagens. De website biedt de bezoeker een lange lijst met modellen van rond het jaar 1900 tot vandaag die allemaal iets meer hebben dan de alledaagse auto van het betreffende periode. Supercars.net biedt daarnaast nog negen themalijsten (waar telkens een deel van de voertuigen uit de grote index opstaat), en er is een forum, een vergelijkfunctie, een wallpapergalerij en er is mogelijkheid tot activering van een account.

## Top Supercars of 2005
Net voor de jaarwisseling stelt de website een lijst samen van de belangrijkste nieuwigheden van het jaar. Ook dit jaar stelden de medewerkers een top tien samen van de in hun ogen warmst ontvangen nieuwigheden van 2005. Dit was het resultaat: 
1. Bugatti Veyron EB16.4 (Frankrijk)
2. Pagani Zonda C12 F (Italië)
3. Saleen S7 Twin Turbo (Verenigde Staten van Amerika)
4. Hennessey Venom 1000 (Verenigde Staten van Amerika) (gebaseerd op Dodge Viper)
5. Gumpert Apollo (Duitsland)
6. Ascari A10 (Verenigd Koninkrijk)
7. SSC Ultimate Aero (Verenigde Staten van Amerika)
8. Leblanc Mirabeau (Zwitserland)
9. Brabus SLR McLaren (Duitsland) (gebaseerd op Mercedes-Benz SLR McLaren)
10. Ruf RT 12 (Duitsland) (gebaseerd op Porsche 911)